# One More Sleep
One More Sleep è un brano musicale della cantante inglese Leona Lewis, pubblicato il 5 novembre 2013 dalle case discografiche RCA Records, Sony Music Entertainment e Syco come primo estratto dal suo quarto album in studio Christmas, with Love.

## Antefatti
Successivamente alla chiusura del contratto manageriale dell'artista dalla Modest! Management, team di management che l'aveva rappresentata fin dalla vittoria della terza serie di The X Factor UK nel 2006, un rappresentante della Syco Music ha annunciato che l'artista stava per iniziare a scrivere e registrare "imminentemente" il materiale per il suo quarto album in studio. Nel luglio 2013, in un'intervista rilasciata a Idolator Lewis ha parlato della decisione di registrare un album di musica natalizia a questo punto della sua carriera, supportata da Simon Cowell: «Simon è ancora molto coinvolto nella mia carriera e mi aiuta. L'idea dell'album natalizio è venuta a lui ed entrambi abbiamo pensato che fosse il momento giusto per procedere».

## Descrizione
One More Sleep è stata scritta da Lewis in collaborazione con Richard Biff Stannard, Iain James, Jez Ashurst e Bradford Ellis. Stannard e Ash Howes hanno prodotto la canzone, mentre la produzione vocale è stata curata dalla stessa cantante. Gli arrangiamenti e la direzione degli strumenti sono stati diretti da Cliff Masterson.

## Accoglienza
One More Sleep ha ottenuto il sostegno della critica musicale. È considerata una delle migliori canzoni natalizie di tutti i tempi da molte liste di critici.
Michael Cragg, scrittore del The Guardian, si è complimentato con la canzone e ha scritto che è degna di essere classificata insieme alla canzone natalizia di Kelly Clarkson Underneath the Tree come la «migliore canzone per ubriacarsi a una festa di Natale» del 2013. Inoltre ha lodato la decisione del «leggendario" produttore Richard Stannard di produrre la canzone, così come l'influenza di Spector.

## Classifiche
Nel Regno Unito, One More Sleep ha debuttato alla 34ª posizione ed è poi salito alla terza la settimana seguente (41 600 copie, +368%).
| Classifica (2013-2023) | Posizione massima |
| ---------------------- | ----------------- |
| Australia              | 98                |
| Belgio (Fiandre)       | 83                |
| Canada                 | 92                |
| Germania               | 99                |
| Irlanda                | 19                |
| Lituania               | 87                |
| Paesi Bassi            | 58                |
| Regno Unito            | 3                 |
| Svizzera               | 54                |